# Hofgruppe Ortskern Minstedt
Die Hofgruppe Ortskern Minstedt, Auestraße 96 bis 106 an der Oste, in der niedersächsischen Stadt Bremervörde, Ortsteil Minstedt, wurde im 18. bis 20. Jahrhundert gebaut. Aktuell (2025) wird sie überwiegend zum Wohnen, sowie landwirtschaftlich und gewerblich genutzt.
Die Gebäude stehen unter Denkmalschutz (siehe auch Liste der Baudenkmale in Bremervörde).

## Geschichte und Beschreibung
Bremervörde war um 1000 Sitz der Wasserburg Vörde an der Oste und gehört zum Landkreis Rotenburg (Wümme). Das kleine Dorf Minstedt liegt südlich von Bremervörde mit dem Kern aus fünf Hofstellen in der Auestraße.
Die Hofgruppe besteht aus den folgenden ähnlichen Wohn- und Wirtschaftsgebäuden mit den regionaltypischen Verbretterungen in den oberen Giebeldreiecken:
- Auestraße 96: Eingeschossiges giebelständiges großes Vierständer-Hallenhaus von 1905 (Inschrift) in regelmäßigem Gitterfachwerk mit Steinausfachungen, ziegelgedecktem Satteldach und Grooter Door mit geradem Abschluss sowie dem regionaltypischen verbretterten oberen Giebeldreieck; der Wohnteil wurde massiv in Backstein ersetzt,[2]
  - mit dem Backhaus von um 1790 als Fachwerkbau mit Steinausfachungen und ziegelgedecktem Satteldach und Verbretterung im oberen Giebeldreieck.[3]
- Auestraße 98: Eingeschossiges giebelständiges Zweiständer-Hallenhaus, im Kern von 1737, in gleichmäßigem Fachwerk mit Steinausfachungen, mit Satteldach, senkrechter Verbretterung im oberen Giebeldreieck, Ladeluke und Grooter Door mit Korbbogen; der Wohnteil wurde um 1900 erweitert durch einen eingeschossigen Backsteinbau mit einfacher Backsteingliederung und mit eigenem ziegelgedeckten Satteldach.[4]
- Auestraße 100: Eingeschossiges giebelständiges Zweiständer-Hallenhaus wohl von der ersten Hälfte des 19. Jahrhunderts, in Fachwerk mit Steinausfachungen und Satteldach mit senkrechter Verbretterung im oberen Giebeldreieck und später verglaster Grooter Door mit Rundbogen.[5]
- Auestraße 102: Eingeschossiges giebelständiges Zweiständer-Hallenhaus, im Kern von 1775 (Inschrift), in Fachwerk mit Steinausfachungen und reetgedecktem Satteldach, mit senkrechter Verbretterung im oberen Giebeldreieck, Ladeluke und Grooter Door mit Rundbogen sowie am Wohngiebel mit Walm; Wände teilweise massiv erneuert.[6]
- Auestraße 106: Eingeschossiges giebelständiges Zweiständer-Hallenhaus, im Kern wohl von um 1800, in Fachwerk mit Steinausfachungen, mit reetgedecktem Satteldach, Verbretterung im oberen Giebeldreieck, Ladeluke und Grooter Door mit geradem Abschluss, Außenwände größtenteils massiv in Backstein ersetzt.[7]

Das Landesdenkmalamt befand u. a.: „… An deren Erhaltung besteht somit aus geschichtlichen und städtebaulichen Gründen wegen des ortsgeschichtlichen, für die Region gebäudetypischen, orts- und hofanlagenbildprägenden Zeugniswerts ein öffentliches Interesse.“